# 洗眼器

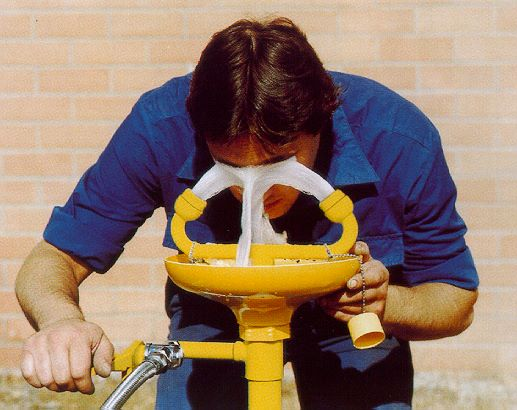
洗眼器

洗眼器是操作者接触酸、碱、有机物等进行有毒、腐蚀性物质实验时所必备的应急、保护设施。当操作者眼部不慎接触到具有腐蚀性的化学危险品时，可利用洗眼器紧急冲洗，以避免化学物质对眼部造成进一步的伤害。 

## 使用场所
洗眼器可应用于：
- 实验室
- 医院、急救室、检验科
- 工厂、车间、厂房
- 油田（包括海上油井）
- 海运船只

洗眼器的圖示

中华人民共和国石油化工行业标准《事故淋浴器及洗眼器通用设计规定》（SDEP-SPT-SH2003-2006）规定，喷淋洗眼器设置原则为：生产过程中接触强酸、强碱和易经皮肤吸收的毒物的场所，应设置喷淋洗眼器；喷淋洗眼器设置位置应满足使用者以正常步伐不超过10s能够顺畅到达的地方，且距离危险源不超过15m，并在一个水平面上，中间不应有障碍物。喷淋洗眼器的给水及排水管道，在寒冷地区应采取防冻措施；当采用电热防冻时，应有可靠的接地设计及保温措施。
中国大陆《化工企业安全卫生设计规范》（HG 20571—2014）也规定，在液体毒性危害严重的作业场所，应设计洗眼器、淋洗器等安全防护措施，淋洗器、洗眼器的服务半径应不大于15m。具有化学灼伤危险的作业场所，应设计洗眼器、淋洗器等安全防护措施，淋洗器、洗眼器的服务半径应不大于15m。淋洗器、洗眼器的冲洗水上水水质应符合现行中国大陆国家标准《生活饮用水卫生标准》（GB 5749）的规定，并应为不间断供水；淋洗器、洗眼器的排水应纳入工厂污水管网，并在装置区安全位置设置救护箱。
。
在化学实验、化工生产、危害化学品运输及医疗救护过程中，无论何种化学试剂溅入眼内，都应立即就地用大量水冲洗，争取第一时间把对眼睛的伤害降到最低程度，然后再做进一步的处理和治疗。冲洗时，应将眼皮撑开，小心地用自来水冲洗数分钟，再用蒸馏水冲洗，然后呼急救电话（如中国大陆可用120）或紧急急诊室治疗。

## 分类
常见应急洗眼器有三种规格：
- 桌上型紧急洗眼器：这种洗眼器安装在水槽旁边的台面上，单一喷头，洗眼器下面连有1m多长的软管，使用时将洗眼器抽出，用手握桶体和把手，稍用力即喷出水。可在器具周围1m左右范围内使用，方便灵活，造价也较低。
- 座式紧急洗眼器：这种洗眼器安装在地面，高105cm左右，上部有一洗眼盘，内置两个固定喷头，喷眼水幕高度为2cm，水幕范围2.5～11.7cm。使用者向前45°弯腰，眼睛恰好碰触水源，水幕刚好覆盖双眼，其宽度包含眼睛的内角和外角。
- 紧急冲淋洗眼器：这种洗眼器是将座式紧急洗眼器的水管从侧面加高至230cm左右，在其上端装一个喷淋盘，这样既可用于洗眼，也可用于全身冲淋。[3]

## 组成与材料
洗眼器的洗眼喷头上带有过滤装置，用以滤去水中杂物，避免使用者二次感染。此外，喷头上有一防尘盖，平时防尘，使用时可随时被水冲开，用以降低突然打开阀门时短暂的高水压，防止冲伤眼睛。
洗眼器大部分以廉价、方便的ABS树脂为材料，但此类材料抗氧化性不佳，长期储水易爆裂。亦有耐久、成本较高的不锈钢材质，依不锈钢类型亦有分类，如海上作业应急洗眼器应采用316或更高等级钢材，而在腐蚀要求较低场合可采用304等级的不锈钢。亦有聚乙烯材料洗眼器应用。